# Turducken

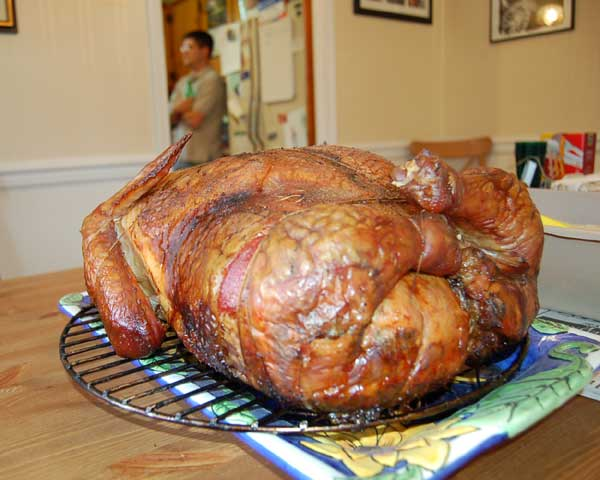
Turducken

Turducken (englisches Kofferwort aus turkey, duck, chicken, „Truthahn“, „Ente“, „Hähnchen“) ist ein traditioneller üppiger Festtagsbraten. Dieser stammt ursprünglich wahrscheinlich aus der US-amerikanischen Cajun-Küche und ist heute in den gesamten Vereinigten Staaten beliebt. Er besteht aus dreierlei Geflügel – Truthahn, Ente und jungem Hähnchen – die entbeint, aber ganz belassen und der Größe nach mit anderen Zutaten wie einer kräftig gewürzten Maisbrotmasse und Wurstbrät ineinander gefüllt werden. Das fertig vorbereitete Fleisch wird langsam im Backofen gebraten oder gegrillt. Turducken mit Speck heißt Turbaconducken. Das englische Pendant Gooducken wird anstelle von Truthahn mit Gans zubereitet.
Da die Zubereitung viel Zeit in Anspruch nimmt und das Entbeinen Übung verlangt, wird das Gericht heute nur noch selten zu Hause zubereitet. Vergleichbare, teils noch wesentlich aufwändigere Gerichte aus ganzen, ineinandergesteckten Tieren sind auch in der europäischen höfischen Küche seit dem Mittelalter überliefert.